# Margarita Žernosekova
Margarita Žernosekova (* 29. Januar 1988) ist eine estnische Fußballspielerin.
Žernosekova spielt aktuell beim Pärnu JK und wurde bisher 16 mal in der Nationalmannschaft Estlands eingesetzt. Außerdem nahm sie an der FISU Universiade 2009 teil und bestritt dabei fünf Spiele.